# 4226 Damiaan
4226 Damiaan è un asteroide della fascia principale. Scoperto nel 1989, presenta un'orbita caratterizzata da un semiasse maggiore pari a 2,8671968 UA e da un'eccentricità di 0,2552780, inclinata di 5,40945° rispetto all'eclittica.
Dal 12 dicembre 1989 all'11 marzo 1990, quando 4346 Whitney ricevette la denominazione ufficiale, è stato l'asteroide denominato con il più alto numero ordinale. Prima della sua denominazione, il primato era di 4132 Bartók.
L'asteroide è dedicato al missionario belga Damiano de Veuster.